# Náhradní autobusová doprava

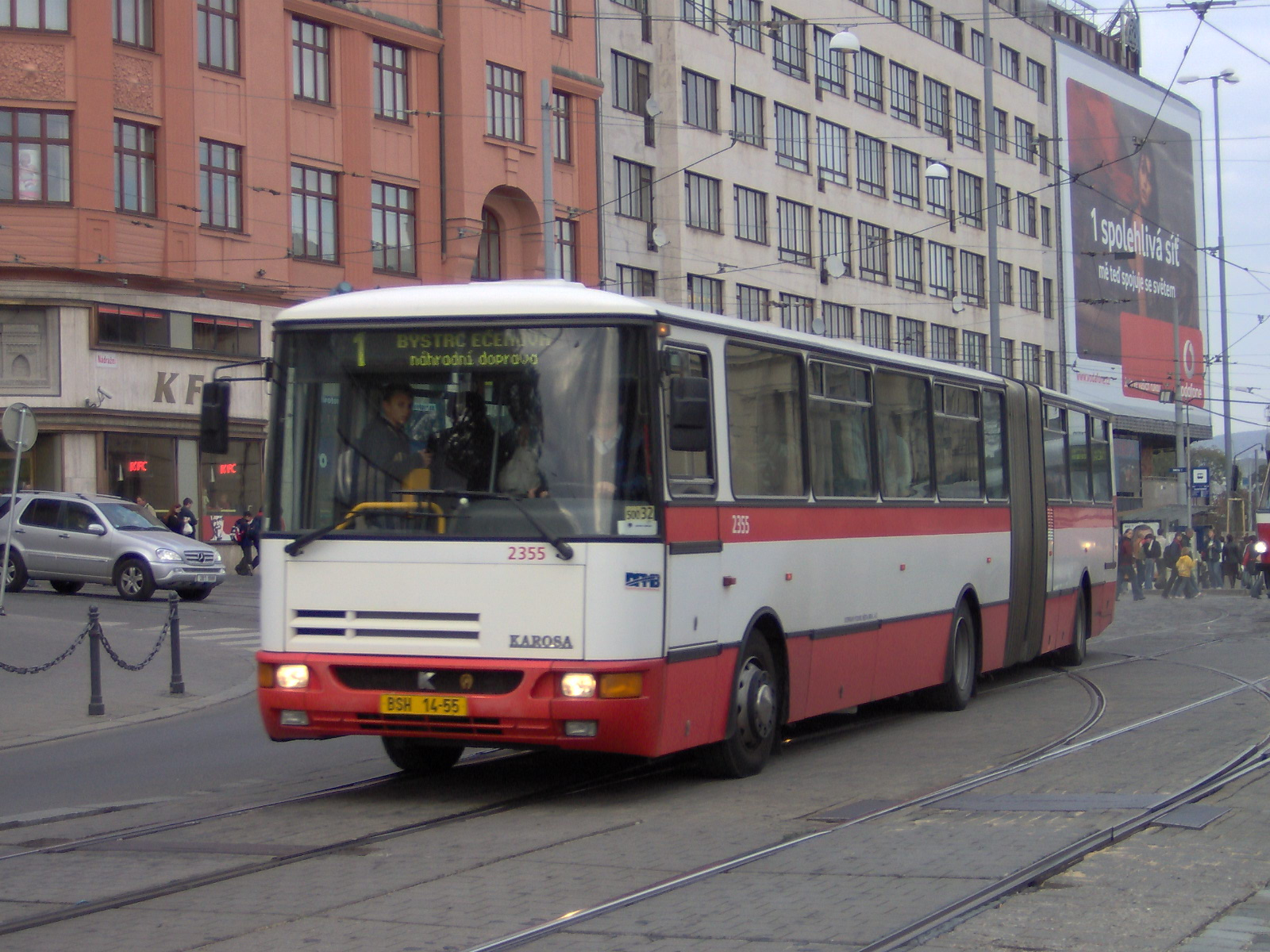
Autobus náhradní dopravy na brněnské tramvajové lince 1 poblíž hlavního nádraží

Náhradní autobusová doprava (NAD) je veřejná linková autobusová doprava provozovaná namísto dočasně přerušené drážní dopravy (tramvajové, trolejbusové či železniční včetně speciální - metro). Náhradní autobusovou dopravou by mohla být i doprava nahrazující jiný druh dopravy (například leteckou nebo vodní), avšak s nimi český Zákon o silniční dopravě (111/1994 Sb.) v definici nepočítá – náhradní dopravu definuje v § 2 odst. 13 a upravuje v § 18c.

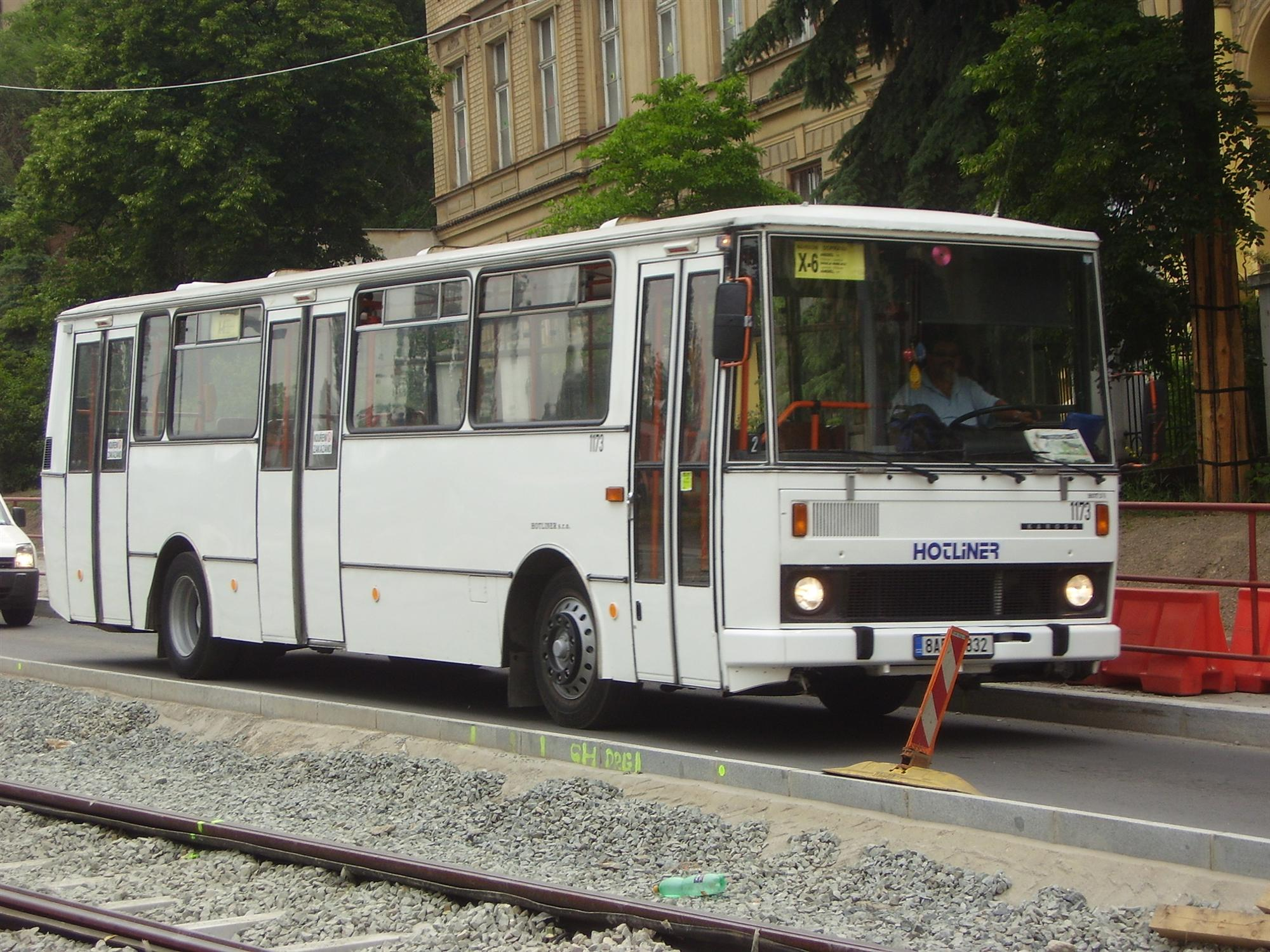
Vůz Karosa B 731 firmy Hotliner jako náhrada za tramvajovou linku 6 v Praze

Podle současné české právní úpravy může provozovatel drážní dopravy provozovat náhradní autobusovou dopravu bez licence a schválení jízdního řádu, pokud je náhradní autobusová doprava provozována maximálně po dobu 90 po sobě jdoucích dnů a vedení linky a polohy zastávek jsou schváleny policií.

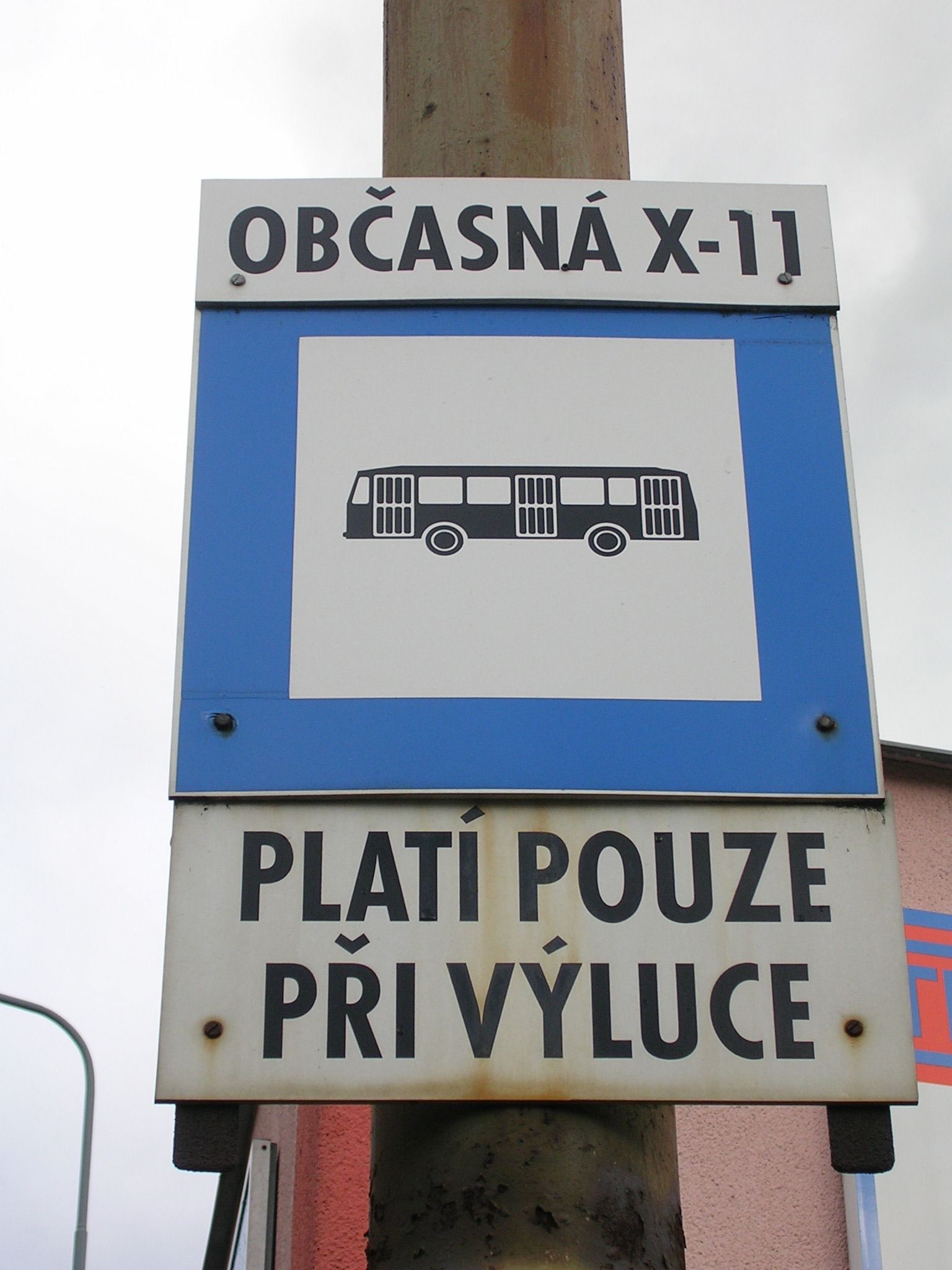
Trvale vyznačená náhradní autobusová doprava X-11 za tramvajovou trať Liberec – Jablonec

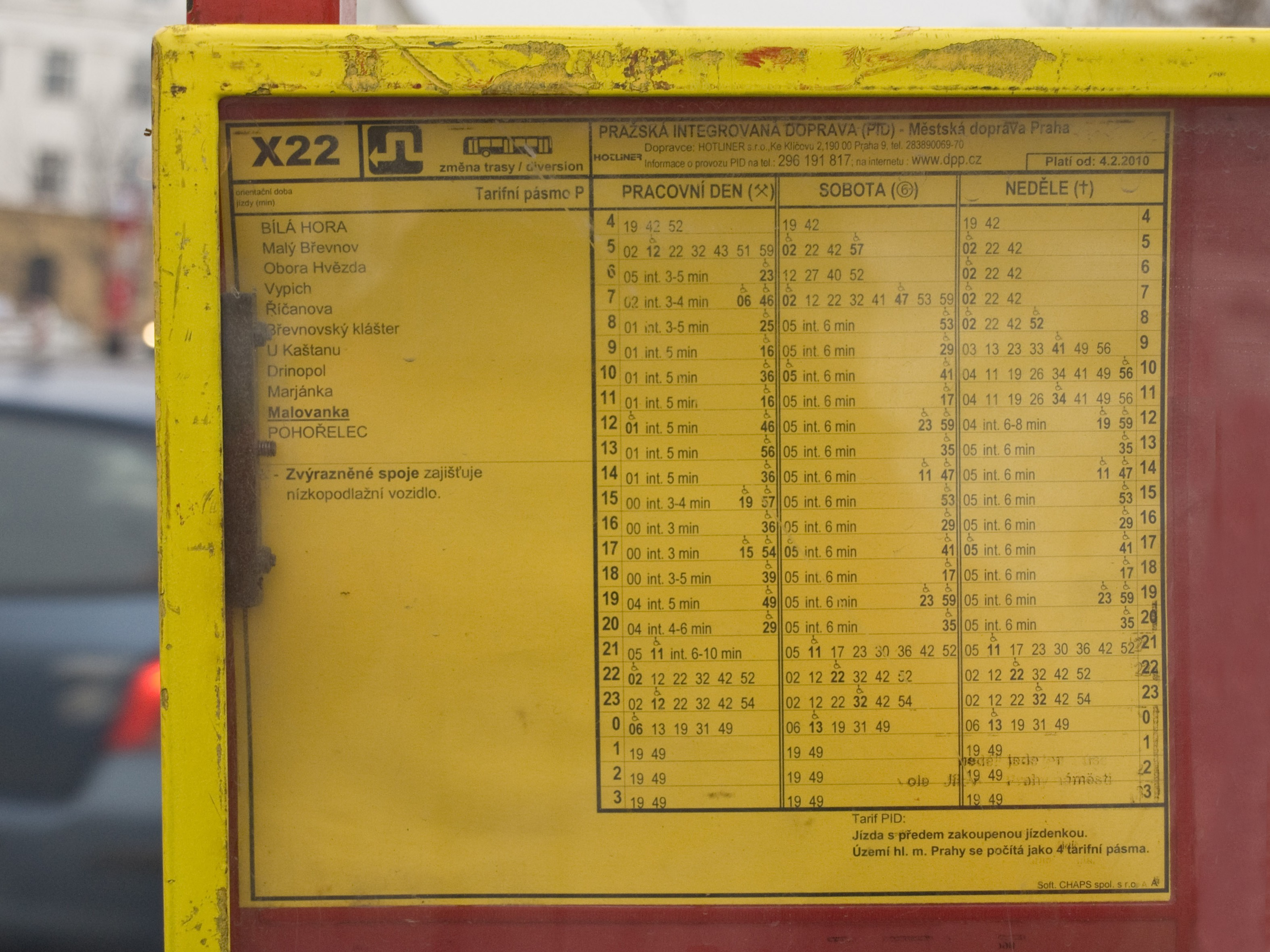
Jízdní řád náhradní autobusové dopravy X22 na pražské Malovance, žlutá barva papíru se v PID používá pro změny oproti běžnému stavu dopravy

Podle zákona musejí být vozidla označena slovy „náhradní doprava“. V městské hromadné dopravě v Praze (podobně i v některých jiných městech) mají linky náhradní autobusové dopravy za tramvaj kromě toho ještě označení složené z písmene X a označení linky nebo některé z linek, které nahrazují (například X-4 nebo X-55, nově též X4 nebo X55). Náhradní doprava za metro se zpočátku označovala obdobně (X-A, X-B, X-C), avšak kolem roku 2004 byla tato označení nahrazena slovním označením „náhradní doprava za metro“.

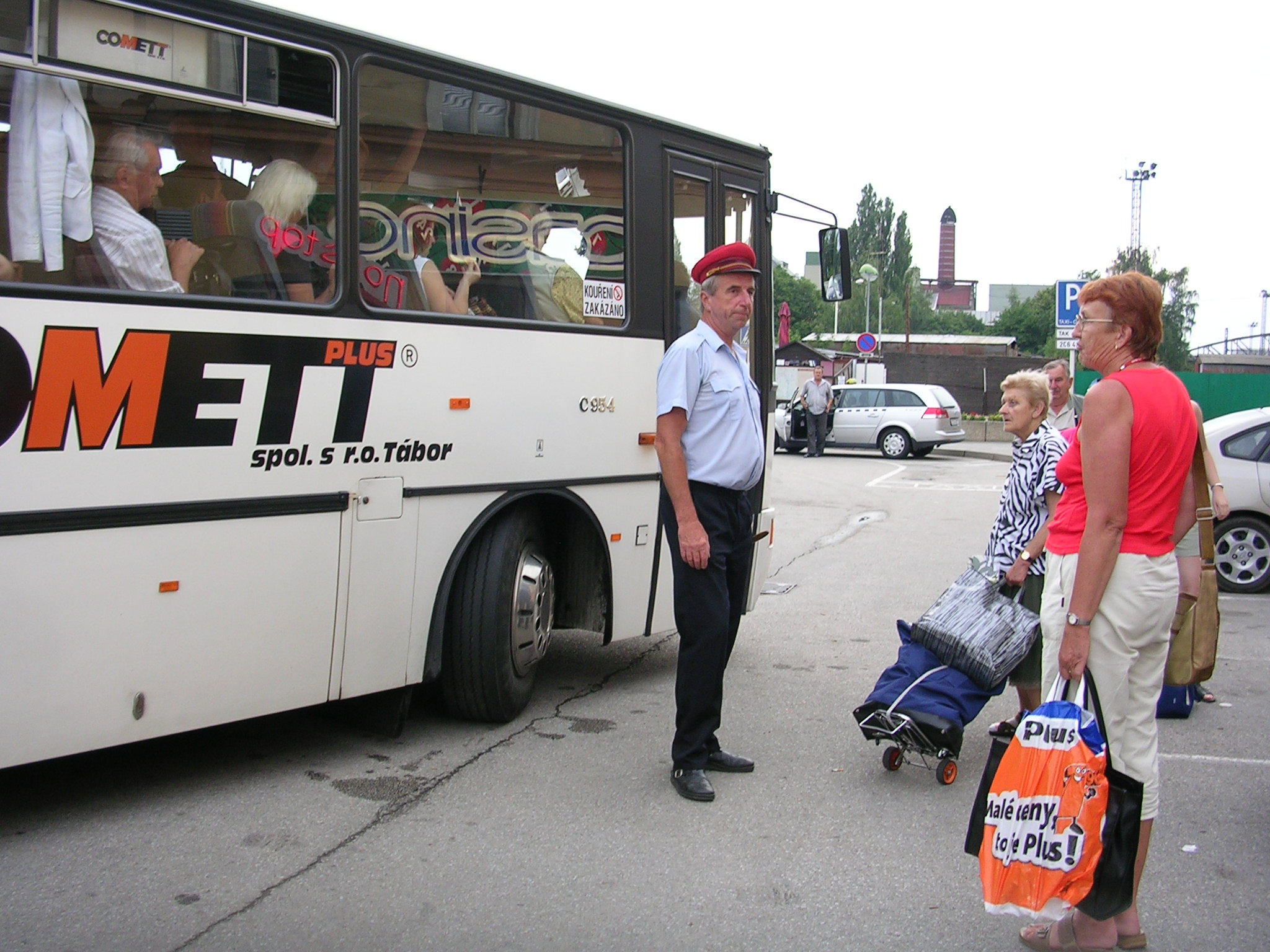
Výpravčí Českých drah asistuje u odjezdu autobusů NAD u nádraží Tábor při železniční výluce